# ジビュレ・フォン・バイエルン
ジビュレ・フォン・バイエルン（ドイツ語：Sibylle von Bayern, 1489年6月16日 - 1519年4月18日）は、プファルツ選帝侯ルートヴィヒ5世の妃。

## 生涯
ジビュレは上バイエルン＝ミュンヘン公アルブレヒト4世とクニグンデ・フォン・エスターライヒ（神聖ローマ皇帝フリードリヒ3世の娘）の間の娘である。1511年2月23日にハイデルベルクでプファルツ選帝侯ルートヴィヒ5世と結婚した。2人の間に子供はいなかった。
ルートヴィヒ5世は先にジビュレの姉ジドーニエと婚約していたが、ジドーニエは結婚前に17歳で死去した。ジビュレとルートヴィヒ5世との結婚以降、ランツフート継承戦争以降悪化していたバイエルン公とプファルツ選帝侯との関係が改善した。また、選帝侯とジビュレの伯父神聖ローマ皇帝マクシミリアン1世の関係も改善した。
1519年にジビュレは死去し、ハイデルベルクの聖霊教会に埋葬された。その後しばらく、弟エルンストがジビュレの遺産に対し権利を主張したが、ルートヴィヒ5世とジビュレの兄ヴィルヘルム4世により退けられ、代わりに高位聖職者の位を約束された。